# Дзевкі
Дзевкі (пол. Dziewki) — село в Польщі, у гміні Севеж Бендзинського повіту Сілезького воєводства.
Населення — 588 осіб (2011).
У 1975-1998 роках село належало до Катовицького воєводства.

## Демографія
Демографічна структура станом на 31 березня 2011 року:
|          | Загалом | Допрацездатний вік | Працездатний вік | Постпрацездатний вік |
| -------- | ------- | ------------------ | ---------------- | -------------------- |
| Чоловіки | 303     | 63                 | 214              | 26                   |
| Жінки    | 285     | 49                 | 169              | 67                   |
| Разом    | 588     | 112                | 383              | 93                   |